# Siquirres
Siquirres è un distretto della Costa Rica, capoluogo del cantone omonimo, nella provincia di Limón.